# Надымовка
Надымовка — посёлок в Свердловской области России, административно подчинённый городу Ивделю. Входит в Ивдельский муниципальный округ.
Ранее посёлок входил в состав Екатерининского сельсовета города Ивделя.
До 1966 года населённый пункт назывался посёлком биржи N 1.

## Географическое положение
Надымовка расположена в 28 километрах (по автодороге в 49 километрах) к югу от города Ивделя, в лесной местности, на левом берегу реки Северный Лангур (левого притока реки Лангур, речной бассейн Сосьвы). В двух километрах от посёлаа расположен лесной пруд, в устье левого притока — реки Надымовки. Автомобильное сообщение с посёлком затруднено.
Через Надымовку проходит ветка Серов — Полуночное Свердловской железной дороги. В посёлке расположен остановочный пункт 107 км.

## Экономика
В посёлке работает учреждение УЩ-349/58 ГУИН.

## Население
| 2002 | 2010 |
| ---- | ---- |
| 786  | ↘443 |